# Spargania approbata
Spargania approbata là một loài bướm đêm trong họ Geometridae.